# Sharis Cid
Sharis Cid  (Chihuahua, 1970. szeptember 5. –) mexikói színésznő.

## Élete és pályafutása
1970. szeptember 5-én született Chihuahuában. Karrierjét 1997-ben kezdte a Salud, dinero y amorban. 2008-ban Paula Ugarte szerepét játszotta a Kedves ellenség című sorozatban. 2013-ban megkapta Candy szerepét A vihar című telenovellában. 
Van egy lánya, Kristal.

## Filmográfia
- A vihar (La tempestad) (2013) .... Candelaria "Candy"
- Ni contigo ni sin ti (2011) .... Salma Rabago
- Zacatillo, un lugar en tu corazón (2010) .... Paulina Torres
- Verano de amor (2009) .... Frida Morett de Carrasco
- Kedves ellenség (Querida enemiga) (2008) .... Paula Ugarte
- Amor sin maquillaje (2007)
- Yo amo a Juan Querendón (2007) .... Yolanda
- Lety, a csúnya lány (La fea más bella) (2006) .... Paulina
- Rebelde (2004) .... Marina
- Amy, la niña de la mochila azul (2004) .... Angélica Hinojosa #1
- Bajo la misma piel (2003) .... Vanessa
- A betolakodó (La intrusa) (2001) .... Araceli
- Mujer bonita (2001)  .... Aurora
- Tres mujeres (1999) .... Lorena
- Infierno en el paraíso (1999) .... Claudia
- DKDA: Sueños de juventud (1999) .... Karla Rincon
- Preciosa (1998) .... Zamira
- Salud, dinero y amor (1997) .... Lidia